# BlaBlaCar
Unter der Marke BlaBlaCar betreibt das Unternehmen Comuto S.A. mit Sitz in Paris eine internationale Online-Mitfahrzentrale und ist zudem Fernbusbetreiber. BlaBlaCar agiert in 22 Ländern größtenteils in Europa, aber auch in Brasilien, Mexiko und Indien, und hat über 70 Millionen Mitglieder weltweit. Neben dem ursprünglichen Geschäft, der Vermittlung von Mitfahrgelegenheiten, betreibt das Unternehmen seit November 2018 auch Fernbusdienste unter dem Namen BlaBlaCar Bus.

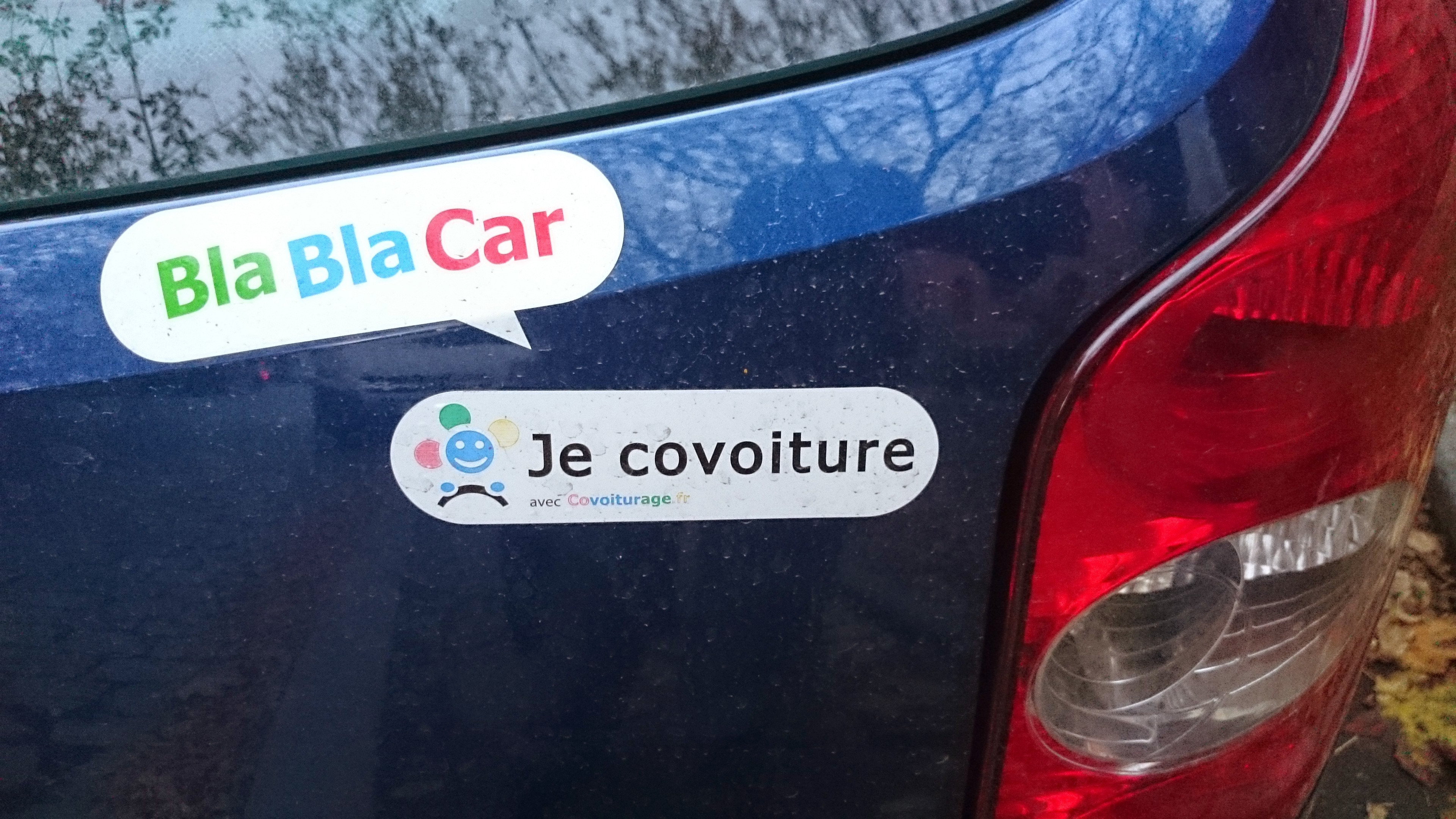
BlaBlaCar-Aufkleber mit früherem Logo auf einem Auto in Frankreich.

## Geschichte
2006 gründete Frédéric Mazzella (mit Nicolas Brusson und Francis Nappez) in Paris das Unternehmen Comuto S.A. mit dem Ziel, ein europaweites Netz aus Mitfahrzentralen aufzubauen. Im selben Jahr übernahm Mazzella die 2004 von Vincent Caron gegründete französische Mitfahrzentrale Covoiturage.fr. Kurz darauf wurde eine neue Version der Website veröffentlicht, die bereits Google-Maps-Funktionen, ein GPS-Koordinaten-Management sowie die Möglichkeit beinhaltete, Präferenzen gegenüber Mitfahrern (Mitnahme von Tieren, Möglichkeit zu Rauchen, Redefreudigkeit oder Fahrstil) anzugeben. 2008 wurde unter Covoiturage.fr ein neues Web-2.0-Community-System eingeführt. Seitdem können die Nutzer auch Meinungen, Porträts und Biographien auf der Plattform hinterlassen. Der Ausbau der Nutzerprofile sollte zu einer stärkeren Vermischung von Reiseportal und sozialem Netzwerk führen.
2009 startete die spanische Version der Mitfahrzentrale unter dem Namen Comuto.es, die allerdings schon 2012 in BlaBlaCar.es umbenannt wurde. 2011 expandierte BlaBlaCar nach Großbritannien, 2012 folgten Italien, Portugal, Polen, die Niederlande, Belgien und Luxemburg. Zwischenzeitlich erreichte Covoiturage.fr, mittlerweile Marktführer in Frankreich, die erste Million Mitglieder. 2012 investierten Accel, ISAI und Cabiedes & Partners insgesamt zehn Millionen US-Dollar in BlaBlaCar. Der größte Investor, Accel, hatte zuvor bereits in Firmen wie Facebook, Spotify oder Dropbox investiert. Im April 2013 nahm BlaBlaCar den Wettbewerb in Deutschland auf, zeitgleich wurde Covoiturage.fr aus Gründen der Einheitlichkeit in BlaBlaCar.fr umbenannt. Länderübergreifend arbeiteten im August 2013 circa 80 Mitarbeiter für das Unternehmen. Seit 2014 ist die Mitfahrzentrale auch in der Ukraine und Russland aktiv, zudem zählte BlaBlaCar in diesem Jahr nach eigenen Angaben insgesamt über neun Millionen Mitglieder. Am 2. Juli 2014 gab das Unternehmen den Abschluss einer Kapitalerhöhung von 73 Mio. Euro (100 Mio. US-$) zur weiteren Finanzierung seines internationalen Wachstums bekannt, unter Federführung von Index Ventures und unter Mitwirkung der bereits bestehenden Investoren Accel, ISAI und Lead Edge Capital. Seit Januar 2015 ist das Unternehmen auch auf dem indischen Markt aktiv. Durch zwei Übernahmen im März und April des gleichen Jahres erweiterte sich das Länderspektrum um Ungarn, Kroatien, Rumänien, Serbien und Mexiko. Im Dezember 2015 wurde Brasilien als zwanzigstes Mitfahrland bekanntgegeben.
Im November 2018 übernahm BlaBlaCar mehrheitlich den 2012 von der französischen Staatsbahn SNCF gegründeten Fernbusbetreiber Ouibus, um dessen Streckennetz international auszubauen. 2018 war Ouibus in zehn europäischen Ländern präsent und hatte zwölf Millionen Passagiere transportiert. Das Unternehmen hielt dabei in Frankreich einen Marktanteil von 40 %, machte bei einem Umsatz von 55 Mio. Euro aber einen Verlust von 35 Mio. Euro.
Zeitgleich mit dem Erwerb von Ouibus zeichneten SNCF und die historischen Teilhaber von BlaBlaCar eine Kapitalerhöhung von 101 Mio. Euro, womit sich SNCF an BlaBlaCar beteiligte und einen Sitz im Verwaltungsrat von Comuto erwarb. Im Juni 2019 startete das Unternehmen unter dem neuen Namen BlaBlaBus in Deutschland.
Im Oktober 2020 stellte BlaBlaBus aufgrund der anhaltenden COVID-19-Pandemie seinen Betrieb ein. Der Betrieb wurde in Frankreich Ende März 2021, in Deutschland im Juni, unter einer erneuerten Marke, BlaBlaCar Bus wieder aufgenommen.
Gleichzeitig sicherte sich BlaBlaCar durch eine Kapitalerhöhung EUR 150 Mio. Mittel für eine weitere Expansion der Dienstleistungen.

## Konzept und Funktionen
Benutzer können anderen Mitgliedern eine Fahrt in ihrem Auto anbieten oder selbst nach einer Mitfahrgelegenheit suchen. Mit über 65 Millionen registrierten Nutzern ist BlaBlaCar der größte Anbieter für Mitfahrgelegenheiten in Europa und in Deutschland.
BlaBlaCar ist ein Unternehmen der Sharing Economy, dessen Internetangebot die Funktion einer Reisesuchmaschine hat. Eine Funktion als soziales Netzwerk ist kaum gegeben, da es nicht möglich ist, Mitglieder anzuschreiben, die aktuell keine Mitfahrt anbieten. Auch werden Nachrichten und Profilangaben automatisch zensiert, nach Kriterien, anhand derer BlaBlaCar eine Umgehung der Kostenstruktur vermutet (Adressen, Telefon-Nummern, Website-Links etc.). Um den Dienst von BlaBlaCar nutzen zu können, ist eine Registrierung auf der Internetseite erforderlich. Fahrer, die eine Autofahrt planen, können ihre freien Plätze unter Angabe von Start und Ziel (und optional bis zu 6 Zwischenstopps) und des Preises pro Teilstrecke anderen Mitgliedern anbieten. BlaBlaCar schlägt dabei für jede Teilstrecke einen Preis an der vorgegebenen Untergrenze vor. Die Fahrer können diesen erhöhen. Damit die Fahrer keine Gewinne durch ihren Dienst erzielen können (was durch gewerblichen Charakter versicherungs- und steuerrechtliche Konsequenzen haben könnte), gibt es für die Mitfahrpreise und die Zahl der Plätze eine Obergrenze. Diese Obergrenze wurde in Deutschland im Lauf des Jahres 2020 in 2 Schritten um gesamt ca. 30 % reduziert. Begründet wurde dies mit der Solidarität, die in Zeiten von Corona angesagt sei. Interessierte Mitfahrer kontaktieren den Fahrer und buchen auf der Internetseite. Sie reisen dann zusammen und der Mitfahrer zahlt dem Fahrer den angegebenen Mitfahrpreis.
Bei BlaBlaCar verfügen alle Benutzer über ein persönliches Nutzerprofil. Das soll helfen, passende Fahrer bzw. Mitfahrer zu finden und die Vertrauenswürdigkeit der Mitglieder besser einschätzen zu können. Die Mitglieder können Fotos von sich hochladen und Daten wie Alter, Musikgeschmack und sonstige Interessen angeben. Innerhalb des Profils können weitere Einstellungen vorgenommen werden, beispielsweise wie gesprächsbereit potenzielle Fahrer und Mitfahrer während einer Fahrt sind. Die Gesprächsfreudigkeit wird in ein bis drei „Blas“ angegeben – eventuell daher der Name. Außerdem können Fahrer ihr Auto mit Angaben zu Marke und Modell und mit einem Bild beschreiben. Fahrer und Mitfahrer können sich nach der Fahrt gegenseitig mit einem bis fünf Sternen und zusätzlichen Erläuterungstexten bewerten; diese Bewertungen sind öffentlich sichtbar. Ebenso sichtbar ist die Zahl der Fahrten oder Mitfahrten, die ein Mitglied absolviert hat.
Neben der normalen BlaBlaCar-Website gibt es seit 2007 eine Version für mobile Browser. Ende 2009 wurde die iPhone-App, 2010 die Android-App veröffentlicht. Diese mobilen Anwendungen, die über fünf Millionen Mal heruntergeladen wurden, ermöglichen von unterwegs den Zugriff.

## Aktivität nach Ländern

Weltweit, Stand 2016

BlaBlaCar agiert in insgesamt 22 Ländern: Belgien, Brasilien, Deutschland, Frankreich, Großbritannien, Indien, Italien, Kroatien, Luxemburg, Mexiko, der Niederlande, Österreich, Polen, Portugal, Rumänien, Russland, Serbien, der Slowakei, Spanien, Tschechien, der Türkei, Ungarn und der Ukraine.
Die unterschiedlichen Länderorganisationen von BlaBlaCar verzeichnen verschiedene Kostenmodelle.

### BlaBlaCar Deutschland
Die deutsche Länderorganisation namens Comuto Deutschland GmbH hat ihren Sitz in Hamburg.
Das Angebot in Deutschland wurde regelmäßig überarbeitet. Bis August 2016 war es kostenfrei. Danach wurde eine Onlinezahlung für Mitfahrer in Deutschland eingeführt. Die anfallenden Reservierungskosten betrugen je nach Strecke 1 bis 6 Euro. Im Jahr 2018 wurde das Gebührenmodell zwischenzeitlich auf ein Abonnement-System umgestellt, bei dem für 4 bzw. 6 Euro Wochen- oder Monatspakete für jeweils unbegrenzt viele Fahrten erworben werden können. 
Die Fahrt selbst konnte bisher bar oder online bezahlt werden. Seit den Einschnitten der Corona-Pandemie war die Nutzung von BlaBlaCar in Deutschland aber wieder für einige Jahre kostenlos. Seit Juni 2023 ist nur noch Online-Bezahlung möglich und es werden wieder Servicegebühren erhoben, die ein Mitfahrer zusätzlich zu den Fahrtkosten zu zahlen hat. Diese Gebühren werden dynamisch berechnet, wobei aber keine Berechnungsformel veröffentlicht wurde. Für Fahrer bleibt das Einstellen von Fahrten kostenlos.
2015 übernahm BlaBlaCar die carpooling.com GmbH, die Betreiberin der Plattformen mitfahrgelegenheit.de und mitfahrzentrale.de war. Ende März 2016 wurden beide Webseiten geschlossen und auf BlaBlaCar umgeleitet; im Zuge dessen wurde ein Datenbankauszug auf Dropbox hochgeladen, von wo dieser Ende Oktober 2016 von einem Hacker kopiert wurde. Die Daten enthielten Kundendaten, einschließlich 638.000 Kontoverbindungen, 101.000 E-Mail-Adressen und 15.000 Mobilfunkrufnummern.